# 尹ヒュー
尹 鑴（ユン・ヒュー、1617年10月14日 - 1680年5月20日）は李氏朝鮮の儒学者、政治家、教育者、作家。本貫は南原尹氏。礼訟における士林派南人側の主な論客である、仁祖の代から粛宗の代まで學者、官僚であった。字は「斗魁」、「希仲」、号は「白湖」、「夏軒」。1680年、許堅の獄に連座して刑死した。

## 人物
慶尚北道慶州郡（現在の慶州市）生まれ。顕宗薨去直前の1674年7月1日に、中華帝国のもっとも忠実な模範属国として、中華の天子への忠実な諸侯の礼を尽くし、呉三桂、鄭経らの起こした三藩の乱と呼応して、春秋大義に依った明王朝支援のために至急出兵・参軍し、南渡の明王朝に参じ、朝鮮王の忠誠の義を示し、もって先王朝（明王朝）の復讐雪辱を果たすべきであるとの上疏をおこない、さらに粛宗即位直後の1674年12月1日にも再度同様の上疏をしている。

## 著作
- 『白湖全書』
- 『白湖讀書記』
- 『周禮設』
- 『程書分類』
- 『宋子大全』
- 『中庸大學後設』
- 『中庸設』
- 『白湖文集』